# Dwingeloo 1
Dwingeloo 1 é uma galáxia espiral barrada a aproximadamente 9 milhões de anos-luz de distância da Terra, na direção da constelação de Cassiopéia. Dwingeloo 1 fica na zona do plano da nossa Galáxia e está obscurecida completamente pela Via Láctea. Dwingeloo 1 possui um pequena galáxia satélite, conhecida como Dwingeloo 2. Dwingeloo 1 e 2 são membros do Grupo IC 342/Maffei, uma dos grupos de galáxias mais próximos do Grupo Local.

## Descoberta
Dwingeloo 1 foi descoberta somente em 1994, pelo "Dwingeloo Obscured Galaxy Survey" (DOGS). Foi nomeada com o mesmo do telescópio de rádio que a descobriu, que fica na Holanda, e o primeiro a ser identificado com o mesmo.